# Gornje Vodičevo
Gornje Vodičevo (szerbül: Горње Водичево), falu Bosznia-Hercegovinában, Bosanska krajina területén, Novi Grad községben, a Szerb Köztársaságban. 

## Fekvése
Bosznia-Hercegovina nyugati részén, Banja Lukától légvonalban 70, közúton 98 km-re északnyugatra, községközpontjától légvonalban 13, közúton 14 km-re északkeletre, az Una jobb partján és a tőle keletre fekvő dombvidéken, 120 – 250 méteres tengerszint feletti magasságban fekszik. A Novi Grad - Kostajnica főúton kívül áthalad rajta a Novi Grad – Kostajnica vasútvonal is. Több, kis településből áll. 

## Népessége
| Nemzetiségi csoport | Népesség 1991 | Népesség 2013 |
| ------------------- | ------------- | ------------- |
| Szerb               | 354           | 285           |
| Bosnyák             | 0             | 0             |
| Horvát              | 0             | 0             |
| Jugoszláv           | 6             | 0             |
| Egyéb               | 8             | 3             |
| Összesen            | 368           | 288           |

## Története
Boszniában a Dubicával és a Szanával határolt terület neve Vodicsa volt. Ezt a földet egy tartalmában részben igaz, egyébként hamis oklevél szerint Imre magyar király 1197-ben adományozta a Blagajiak (Babonicsok) ősének, akik ettől kezdve Vodicsa ispánjának (grófjának) is nevezték magukat. Az adományozást II. András magyar király 1218-ban, majd IV. Béla magyar király 1241-ben meg is erősítette. Az V. István halála utáni időben 1292-ben, Mária királyné, immár Babonić I. Radoszló bánnak adományozta Gorica, Podgorja, Szana és Orbász nemzetségi vármegyéit. A Babonicsok azonban 1337 körül elvesztették határszéli birtokaikat, és helyébe a vodicsai birtokuk szomszédságában az Una menti Blagaj várát kapták. Ebben az időben épülhetett fel a család itteni udvarháza.
1343-ban blagaji Dujam ispán felkérte a zágrábi káptalant, hogy határozzák meg és írják le Vodičevo birtokának határait, melynek az eleget is tett. A 14. század közepén a Babonicsok egy sor erődöt birtokoltak az Una és a Szana folyók mentén, amelyek közül mint a család két ágának székhelye, a legfontosabbak Blagaj és Krupa voltak, de Ostrožacot,Vodičevót, valamint Kamengradot is birtokolták. Középkori Vodičevo, vagy Vodica (Wodicha, Wodycha, Wodychan, Vadychan, Vodyche) az Una folyó jobb partján volt található, a szemközti Dvor na Unitól lefelé fekvő Unčani és Divuša horvát falvak között. (Ez a hely a mai Donji Vodičevónak felel meg.) 
Feltételezhető, hogy a Vodičevo név onnan származik, hogy a közeli Una folyó gyakran megáradt, és az egész völgy egészen Poljavica és Cerovice falvakig, amelyek 250 m tengerszint feletti magasságban fekszenek, el volt árasztva. (Maga az Una folyó völgye átlagosan kb. 120 m tengerszint feletti magasságban fekszik.) Vodičevo vára 1269-ben abban az oklevélben szerepel először, melyben Babonics Jakab és Krisztián IV. Béla király fia, Béla macsói herceg előtt megvédték itteni birtokukat a helyi nemességgel szemben. Az 1270-es években itteni udvarházukat úgy megerősítették, hogy az oklevelekben már teljes joggal „castrum”ként említik. A 15. és 16. században az Una folyó környékének nagymértékű elnéptelenedése következett be, amikor az oszmánok fenyegetése miatt a lakosság 60%-a elhagyta ezt a területet.
Bojanovski feltételezte először, hogy Vodičevo középkori vára a Donje Vodičevó-i ún. Đurića torony (Kula) lehet. A rom egy viszonylag alacsony teraszon található egy patak felett, Đurići falucska területén, és 1964-ben az épület északnyugati sarka volt látható, 2–4 méter hosszú és legfeljebb 7 méter magas falszakaszokkal. Keletről és a délkeleti oldalon a Strižanac-patak veszi körül, amely valamivel lejjebb ömlik a Strižana-patakba, amely viszont a horvát oldalon fekvő mai Unčani faluval szemben ömlik az Unába.
A vodičevói Szűz Mária plébániát 1334-ben említi először Ivan goricai főesperes „item ecclesia beate virginis de Vodicha...” alakban. 1266-ban ugyan egy Szent Péter templomot is említenek itt, de ez a templom később már nem szerepel a korabeli forrásokban. Lehetséges, hogy Vodičevóban két templom is állt, de valószínűbb, hogy 1266-ban inkább a templom titulusát cserélték fel.
A 14. század második felében Vodičevo fokozatosan kezdte elveszíteni gazdasági és stratégiai fontosságát, ugyanis a 14. század közepe után a közeli Blagaj vára lett a Babonicsok központja. Sőt, Zágrábi Egyházmegye Dubicai főesperessége plébániáinak jegyzékében 1501-ben Vodičevóban már nem is említenek plébániatemplomot. Nyilvánvatóan az itteni hívek a blagaji plébánia irányítása alá kerültek. Ennek ellenére Vodičevo továbbra is Babonicsok blagaji ágának birtokában maradt.
A település 1878-ig tartozott az Oszmán Birodalomhoz, ekkor a berlini kongresszus határozata alapján az Osztrák-Magyar Monarchia része lett. 1879-ben az első osztrák-magyar népszámlálás során a Kostajnicai járáshoz tartozó Dobrlin község részeként Vodiča 125 háztartása és 850 ortodox szerb lakosa volt. 1910-ben a Novi járásba tartozó Vodičevo községben, Donje Vodičevón 72 háztartást és 681 ortodox szerb lakost találtak.
A monarchia szétesésével 1918-ben előbb a Szerb-Horvát-Szlovén Királyság, majd 1929-től a Jugoszláv Királyság része. 1921-ben Vodičevo községnek 244 háztartása és 1706 lakosa volt. Jugoszlávia megszállása után a falu a Független Horvát Állam (NDH) része lett. 1945-től a település a szocialista Jugoszlávia része volt. A Bosznia-Hercegovinában zajló polgárháború idején a település a Boszniai Szerb Köztársaság része volt. A daytoni békeszerződést követő területfelosztásnál a település, Novi Grad község részeként a Szerb Köztársaság területéhez került.

## Nevezetességei
- Kula – a vodicsai Babonics család középkori várának maradványai a szomszédos Donje Vodičevo határában, a Strižanac-patak völgye feletti 247 m-es magaslaton. 1974-ig még álltak az északi sarok romjai, melyek ekkor egy útépítés során omlottak le. Ma már csak az alapfalak és kerámiatöredékek találhatók.[6]